# Charles Clary
Charles Clary (ur. 24 marca 1873, zm. 24 marca 1931) – amerykański aktor epoki filmu niemego. 

## Wybrana filmografia
- Brown of Harvard (1911)
- The Carpet from Bagdad (1915)
- The Penitentes (1915)
- Joan the Woman (1917)
- The Innocent Sinner (1917)
- The Spy (1917)
- The Honor System (1917)
- A Tale of Two Cities (1917)
- Madame Du Barry (1917)
- The Silent Lie (1917)
- The Soul of Satan (1917)
- The Conqueror (1917)
- The Rose of Blood (1917)
- The Man Hunter (1919)
- The Lone Star Ranger (1919)
- A Girl Named Mary (1919)
- The Day She Paid (1919)
- The Woman in Room 13 (1920)
- The Penalty (1920)
- A Connecticut Yankee in King Arthur's Court (1921)
- The Sea Lion (1921)
- Sunset Jones (1921)
- The Hole in the Wall (1921)
- Two Kinds of Women (1922)
- Heroes and Husbands (1922)
- Money! Money! Money! (1923)
- Prodigal Daughters (1923)
- Thundering Dawn (1923)
- On Time (1924)
- In Fast Company (1924)
- Empty Hands (1924)
- Seven Days (1925)
- The Golden Bed (1925)
- Jimmie's Millions (1925)
- Super Speed (1925)
- An Enemy Of Men (1925)
- The Unwritten Law (1925)
- The Coast of Folly (1925)
- The Volga Boatman (1926)
- The Blind Goddess (1926)
- The Blue Streak (1926)
- Thrilling Youth (1926)
- Beverly of Graustark (1926)
- Mighty Like a Moose (1926)
- Satan Town (1926)
- Smile, Brother, Smile (1927)
- The Magic Garden (1927)
- See You in Jail (1927)
- Pretty Clothes (1927)
- A Woman Against the World (1928)
- Jazz Mad (1928)
- Sailor's Holiday (1929)